# Rudolf Kučera (politolog)
Rudolf Kučera (10. dubna 1947 Praha – 15. ledna 2019 Praha) byl český politolog, politický filosof a vysokoškolský pedagog.

## Osobní život
Vystudoval filosofii a historii na Filozofické fakultě Univerzity Karlovy. Po jejím absolvování mezi lety 1970–1978 působil v Ústavu pro filozofii a sociologii Československé akademie věd. Pro spoluúčast na Chartě 77 byl v roce 1978 vyloučen ze strany a propuštěn za zaměstnání. Poté pracoval jedenáct let jako stavební dělník. V této době stál u zrodu české sekce Panevropské unie Čechy a Morava, jejímž byl předsedou. V roce 1984 se stal zakladatelem časopisu Střední Evropa, jehož šéfredaktorem byl do roku 2019.
V dubnu 1991 byl jmenován prvním docentem politologie v Československu. V letech 1993 až 2003 zastával funkci ředitele Institutu politologických studií na Fakultě sociálních věd Univerzity Karlovy v Praze, respektive mezi roky 1990–1993 vedoucího nově zřízené katedry politologie. Pražskou fakultu opustil v roce 2012. Od roku 2006 také přednášel na katedře politologie a filozofie Filozofické fakulty Univerzity Jana Evangelisty Purkyně v Ústí nad Labem. Na ní se přičinil o akreditaci oboru politická filozofie, jehož se stal garantem. Na částečný úvazek pracoval v pražském CEVRO Institutu a působil také jako poradce českých konzervativních stran KDU-ČSL a US-DEU.
Spolupracoval se Sudetoněmeckým krajanským spolkem a patřil k zastáncům požadavku na revizi Benešových dekretů. Kriticky hodnotil ideu vytvoření národních států ve střední Evropě, Versailleský mír i způsob, jakým po první světové válce vzniklo Československo. Byl členem Vědecké rady Nadace Centra proti vyhánění a FF UJEP. Maďarský prezident mu v roce 2009 udělil státní vyznamenání Maďarský záslužný řád, v úrovni rytíře.